# Assar Lindbeck-medaljen
Assar Lindbeck-medaljen är ett pris som utdelas vartannat år till en svensk nationalekonom under 45 år som gjort ett signifikant bidrag till ekonomiskt tänkande och ekonomisk kunskap. Priset instiftades för att hedra den svenska nationalekonomen Assar Lindbeck. Medaljen utdelas  till en eller två mottagare vartannat år sedan instiftandet 2007 av Nationalekonomiska Föreningen.

## Pristagare[2]
- 2007 Tore Elingsen (Handelshögskolan i Stockholm)
- 2009 David Strömberg och Jakob Svensson (båda Stockholms universitet)
- 2011 Mariassunta Giannetti (Handelshögskolan i Stockholm)
- 2013 Per Strömberg (Handelshögskolan i Stockholm)
- 2015 Oskar Nordström Skans (Uppsala universitet)
- 2017 Petter Lundborg (Lunds Universitet)
- 2019 Anna Dreber Almenberg (Handelshögskolan i Stockholm)
- 2021 Erik Lindqvist (Stockholms universitet) och Robert Östling (Handelshögskolan i Stockholm)
- 2023 Olle Folke (Uppsala universitet) och Johanna Rickne (Stockholms universitet)